# عثمان الكعاك
عثمان الكعاك (1903 - 16 جويلية 1976) هو مؤرخ تونسي.

## النشأة والمسيرة
ولد عثمان الكعاك في حي باب الأقواس في تونس العاصمة لأسرة من أصل أندلسي. درس في كتّاب سيدي الشريف في تونس العاصمة ثم في المدرسة الصادقية. وواصل تعليمه في جامعة السوربون ومعهد اللغات الشرقية وكوليج دو فرانس وتحصل على الإجازة في اللغة العربية وآدابها وحضاراتها.نشر المقالات في عدة صحف من بينها «العصر الجديد» و«إفريقيا» و«الأمة» ومجلة «الفجر». وألف عدة مؤلفات من أبرزها «موجز التاريخ العام للجزائر». عمل مدرسا للتاريخ والجغرافيا في المدرسة الخلدونية وفي المدرسة العليا للآداب واللغة العربية في العطارين. وعين كاتبا عاما لمؤسسة الإذاعة التونسية من 1938 إلى 1943. ومنذ 1945، عمل مرة أخرى مدرسا في معهد الدراسات العليا منذ تأسيسه، وهو مؤسسة جامعية تتبع التعليم الفرنسي. واضطلع في نفس الوقت بمنصب إداري عندما أشرف على القسم العربي من مكتبة العطارين التي اضطلع فيها فيما بعد بمنصب المدير من 1956 إلى سنة تقاعده في 1965.

## أعماله
- موجز التاريخ العام للجزائر
- بلاغة العرب في الجزائر
- البربر
- عمر بن الفارض
- صفي الدين الحلي
- التقاليد والعادات التونسية
- مراكز الثقافة في المغرب، مركز الدراسات العربية العالية، القاهرة، 1958
- المدخل إلى علم الفولكلور، بغداد، 1964
- ديوان حازم القرطاجني (تحقيق)
- الفلسفة الإسلامية وتأثيرها الحاسم في فكر الغرب أثناء العصور الوسطى، سلفادور غوميث نوفالس (ترجمة)